# Sans dessus dessous
Pour les articles ayant des titres homophones, voir Sang dessus-dessous et Sens dessus dessous.
Sans dessus dessous est un roman d'anticipation de Jules Verne, paru en 1889, dans lequel certains personnages de De la Terre à la Lune réapparaissent.
Comme dans plusieurs romans publiés à la fin de sa vie (notamment Face au drapeau, Les Cinq Cents Millions de la Bégum ou La Chasse au météore), Jules Verne, tout en conservant le ton scientifique dont il use ordinairement dans ses Voyages extraordinaires, dénonce les excès d'une vision scientiste et rationnelle du monde, en usant d'un ton fortement teinté d'ironie envers ses héros.

## Résumé
Les protagonistes de Sans dessus dessous, qui sont les artilleurs du Gun-Club de Baltimore ayant projeté d'envoyer un projectile se poser sur la Lune, tentent ici de mettre en application une des revendications exprimées lors du meeting de Tampa-Town (De la Terre à la Lune) : redresser l'axe de rotation de la Terre pour le rendre perpendiculaire au plan de l'écliptique ! L'opération projetée est censée se faire au moyen d'un prodigieux coup de canon tiré d'un emplacement tenu secret pendant presque toute la durée du livre. Et le prétexte donné est l'exploitation du charbon des zones arctiques (mais les protagonistes avouent eux-mêmes être bien plus intéressés par la démonstration de puissance en elle-même qu'est le redressement planétaire).
Pour répondre aux critiques d'amateurisme scientifique reçues au sujet de livres précédents, Jules Verne fait rédiger par son ami Albert Badoureau un « Chapitre supplémentaire » explicatif, présent en fin d'ouvrage.

## Thème
Une des caractéristiques les plus notables de l'ouvrage réside dans la réprobation universelle que subissent les artilleurs dans leur projet : celui-ci, en effet, par suite de l'aplatissement de la Terre aux pôles, est susceptible de provoquer un abaissement ou une élévation du niveau des eaux, pouvant atteindre 8 415 mètres. Le projet tel qu'il est conçu risque donc d'assécher complètement l'Atlantique Nord et la mer Méditerranée, d'élever l'archipel des Açores ou celui des Bermudes à l'altitude de l'Himalaya, de noyer complètement le Sud de l'Afrique comme de l'Amérique latine, ainsi que tout l'Extrême-Orient de la Sibérie à Java, d'élever de plusieurs milliers de mètres l'Australie et ses parages, etc.
Jules Verne réussit toutefois à dédramatiser cette catastrophe en faisant faire au principal calculateur une grossière erreur de départ, erreur qui, multipliée, aboutira à l'échec total du projet. Par ailleurs, au nom du droit des peuples à disposer d'eux-mêmes, l'auteur ironise sur le fait que les populations locales n'aient pas été consultées.

## Personnages
- J.-T. Maston, calculateur de génie, membre de « Barbicane and Co », alors âgé de 58 ans.
- Evangelina Scorbitt, riche veuve d'un millionnaire, amoureuse de J.-T. Maston, 45 ans.
- William S. Forster, consignataire de morues pour le compte de la maison Ardrinell and Co. Homme de paille de la « North Polar Practical Association ».
- Jacques Jansen, délégué hollandais, 53 ans, ancien conseiller des Indes néerlandaises.
- Eric Baldenak, délégué danois, ex-sous-gouverneur des possessions grœnlandaises.
- Jan Harald, délégué de la Suède-Norvège, professeur de cosmographie à Christiana. Assez dubitatif sur l'adjudication des terres du Pôle.
- Boris Karkof, délégué russe, ancien militaire, désormais diplomate.
- Major Donellan, délégué anglais, 60 ans. Grand, maigre, osseux, anguleux.
- Dean Toodrink, secrétaire du major Donellan, écossais de naissance. Garçon loquace et enjoué.
- Andrew R. Gilmour, commissaire-priseur.
- Flint, crieur.
- Impey Barbicane, président du Gun-Club et de « Barbicane and Co ».
- Le capitaine Nicholl, membre de « Barbicane and Co ».
- Fire-Fire, serviteur nègre de J.-T. Maston.
- Alcide Pierdeux, ingénieur au corps national des Mines de France, 35 ans. Mathématicien de génie.
- John Prestice, président de la Commission d'enquête.
- John S. Wright, ministre d'État.
- Richard W. Trust, consul américain en poste à Zanzibar.
- Bâli-Bâli, sultan du Wamasaï, admirateur inconditionnel des membres du Gun-Club. Il leur fournit la main-d'œuvre nécessaire pour la construction du gigantesque canon foré dans les flancs du Kilimandjaro.